# Барон Фрейберг

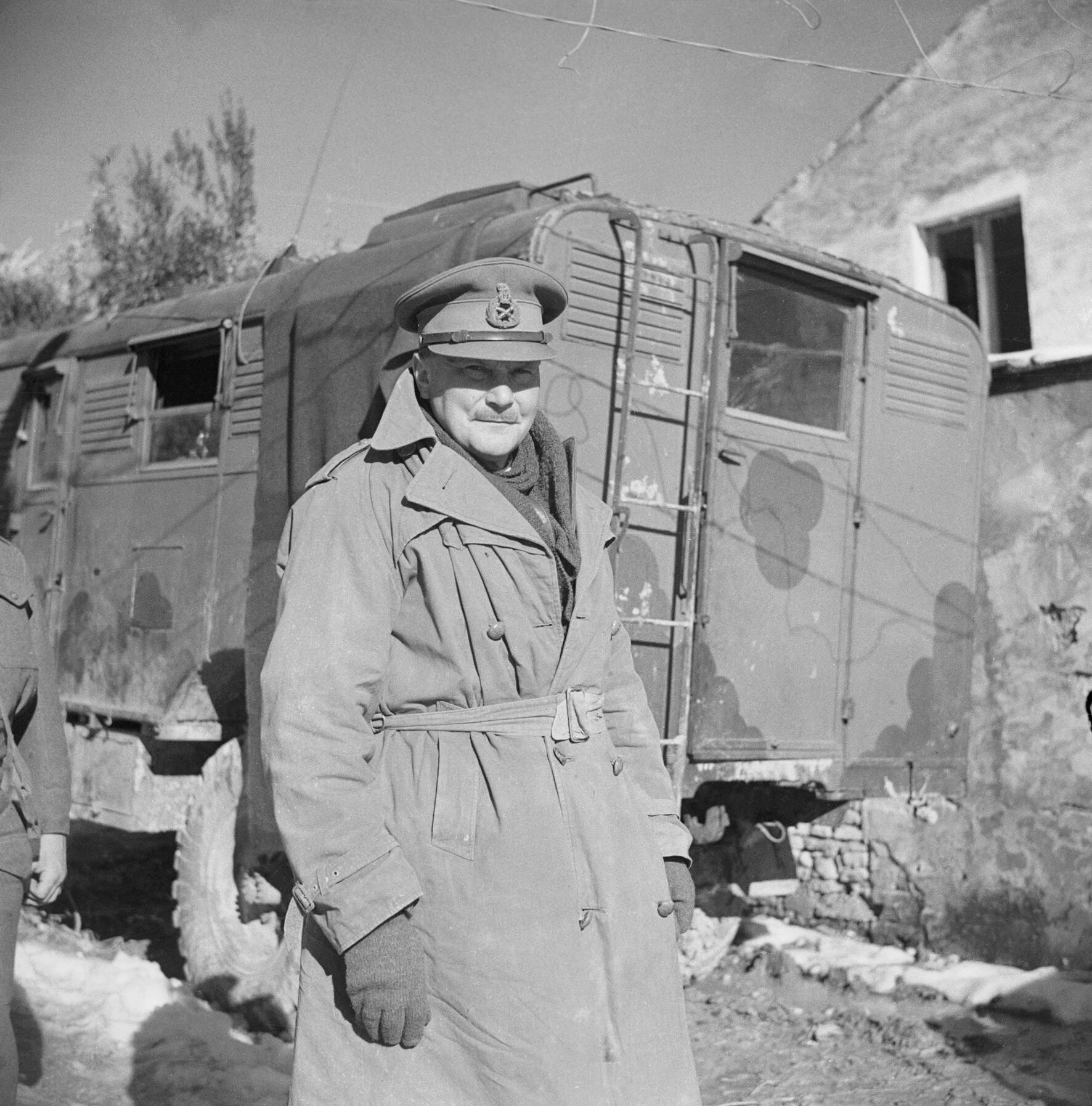
Бернард Фрейберг, 1-й барон Фрейберг (1889—1963

Барон Фрейберг из Веллингтона в Новой Зеландии и Манстеда в графстве Суррей — наследственный титул в системе Пэрства Соединённого королевства. Он был создан 19 октября 1951 года для известного военачальника, генерал-лейтенанта сэра Бернарда Фрейберга (1889—1963). Он занимал должность генерал-губернатора Новой Зеландии с 1946 по 1952 год. Его единственный сын, Пол Ричард Фрейберг, 2-й барон Фрейберг (1923—1993), был полковником гренадерской гвардии. 
По состоянию на 2024 год обладателем титула являлся единственный сын последнего, Валериан Бернард Фрейберг, 3-й барон Фрейберг (род. 1970), который сменил своего отца в 1993 году. Лорд Фрейберг — один из девяноста избранных наследственных пэров, которые остались в Палате лордов после принятия Акта Палаты лордов 1999 года, является независимым депутатом верхней палаты парламента.

## Бароны Фрейберг (1951)
- 1951—1963: Генерал-лейтенант Бернард Сирил Фрейберг, 1-й барон Фрейберг (21 марта 1889 — 4 июля 1963), сын Джеймса Фрейберга (1828—1912) и Джулии Гамильтон (ум. 1934)[1];
- 1963—1993: Полковник Пол Ричард Фрейберг, 2-й барон Фрейберг (27 мая 1923 — 26 мая 1993), единственный сын предыдущего[2];
- 1993 — настоящее время: Валериан Бернард Фрейберг, 3-й барон Фрейберг (род. 15 декабря 1970), единственный сын предыдущего[3]
  - Наследник титула: достопочтенный Джозеф Джон Фрейберг (род. 2007), единственный сын предыдущего.